# 中国西南航空
中国西南航空公司，曾用IATA航空公司代码“SZ”，有时简称“西航”，成立于1987年10月15日，是中華人民共和國国务院批准的中国第一家按“政企分开”原则建立的航空运输企业，也是当时中国六大骨干航空公司之一，总部设在成都双流国际机场。曾经营着156条国内航线和11条国际和地区航线，通往5个国家和地区的5个城市。1996年4月，中国西南航空公司加入国际航空运输协会。1997年3月3日，中国西南航空公司正式成为国际航协多边联运协议成员。长期担任成都——拉萨航线飞行任务的成都飞行部，不仅始终保持了该航线自1965年投入运营以来的安全飞行纪录，还成功地开辟了成都通往世界海拔最高的西藏邦达机场的航线，在国际航空界享有很高的声誉。1996年和2000年，西南航空公司曾两度荣获中国民航航空安全最高奖“金鹏杯”。
根据2002年中国民航改革重组战略，中国西南航空公司与中国国际航空公司、中国航空总公司共同组建中国航空集团公司。重组后，新的中国国际航空公司于2002年10月28日在北京成立。与此同时，中国西南航空公司于当年10月30日经改组后，正式启用“中国国际航空公司西南分公司”的名称，并统一使用IATA航空公司代码“CA”。分公司总部依旧设立在成都。中国西南航空原先使用的IATA代码“SZ”已于2013年改用于塔吉克斯坦索蒙航空。

## 历史

### 民航成都管理局
1956年末，原民航重庆管理处内迁至成都，1957年1月改称民航成都管理处，1958年7月4日改称民航成都管理局:423。
1975年11月，民航成都管理局从民航北京管理局接手成都至拉萨航线，当时使用伊尔-18。1983年12月，中国民用航空局将北京管理局的2架波音707调往成都管理局执管（注册编号B-2408、B-2410），这也是民航成都管理局首款喷气式机型:81，此后民航成都局1983年12月26日将成都至拉萨航线改为波音707每周1班、伊尔-18每周5班:296:28，1985年从北京管理局、上海管理局各增调1架波音707，至1987年成都至拉萨航班全部更换为波音707:81。1985年，民航成都管理局购置1架、租赁3架波音737-300:83,85。
1987年6月12日，中国民用航空局批复成都管理局体制改革方案的报告，同意组建中国民用航空西南管理局、中国西南航空公司、成都双流机场三个单位:423。至1987年改组前，民航成都管理局共执管23架飞机，其中喷气式客机10架:96。

### 西南航空时期
1987年10月15日，中国西南航空公司挂牌成立:423，此前中国西南航空于1987年10月9日获颁企业法人营业执照:19。西南航空挂牌成立后，民航第七飞行大队和第十七飞行大队划归西南航空，分别更名为成都飞行大队、重庆飞行大队:104。西南航空成立之初接收了原民航成都管理局的45条国内航线及一条成都至香港的地区包机航线:147-148，另有拉萨至加德满都的不定期国际包机航线:29。1988年，因伊尔-18到龄退役，西南航空购置5架图-154:85。1990年12月26日，西南航空重庆分公司在重庆飞行大队的基础上成立:20，1993年3月3日升格为西南航空重庆公司:104。
1992年9月10日，独家经营成都至拉萨航线的中国西南航空首次用波音757执飞该航线，取代当时机龄近20年的波音707:427
（1993年西南航空波音707退出客运:91），1995年4月28日又用波音757开通成都至昌都航线（当时昌都机场为世界最高海拔机场，直至2013年9月才被稻城亞丁機場超越）:430:27。

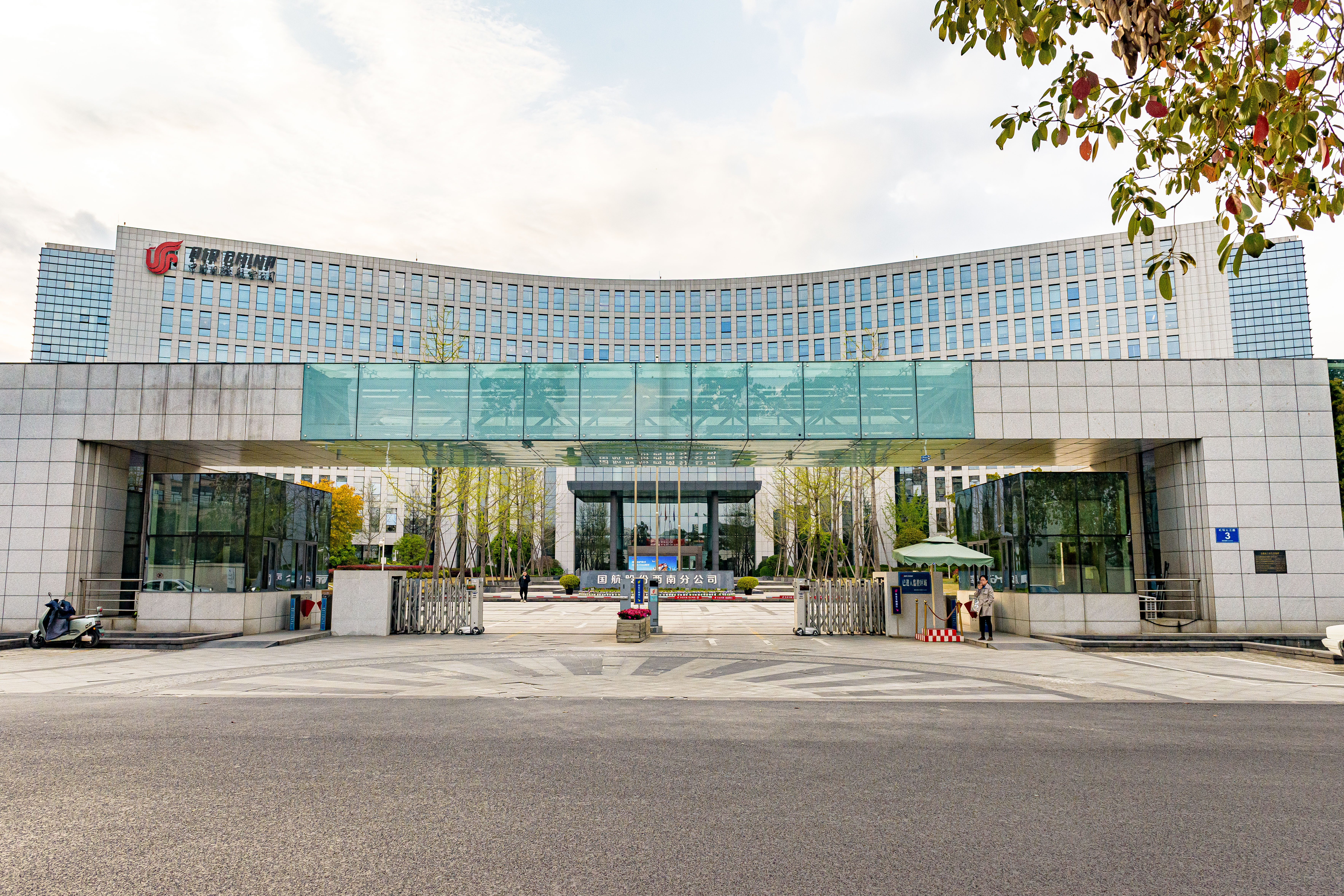
国航西南分公司2009年因双流机场T2航站楼扩建以及修建二跑道需要停用原办公大楼，现总部（如图）位于原西南分公司客舱服务部旧址

1996年4月11日，中国西南航空成为國際航空運輸協會正式会员:431，1998年6月26日开办贵州分公司。1998年11月20日，中国西南航空将新引进的空中客车A340-300用于成都至拉萨航线:434。
1999年2月24日，使用图-154的SZ4509航班在温州坠毁，次日西南航空将其余4架1988年购置的图-154停飞，结束俄制飞机的运营史:89。1999年12月23日，西南航空用波音757开通拉萨至昌都航线，成为西藏首条区内客运航线:27。2000年，西南航空在西藏招收15名空中乘务员，成为中国首批藏族空乘（此前国航曾于1994年录用一名藏族乘务员），2001年1月1日开始值乘。2001年，西南航空引进波音737-600。
2002年10月30日，中国西南航空更名为中国国际航空西南公司，2003年8月28日注销原西南航空的经营许可证:21，改称国航西南分公司，执管飞机也陆续改为国航涂装。

## 重组前机队

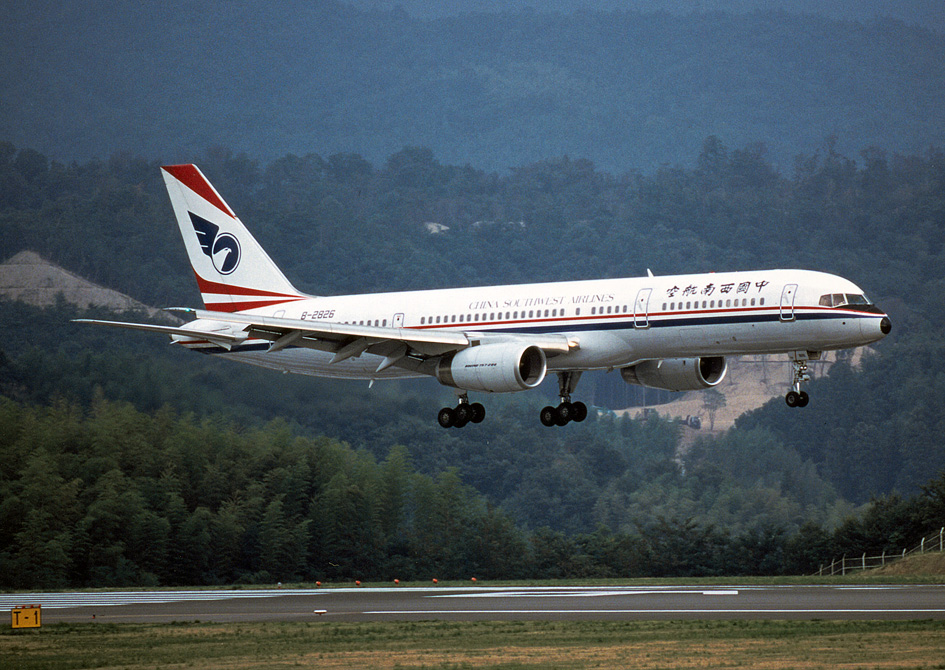
中国西南航空一架波音757-200（1994年，高松機場）

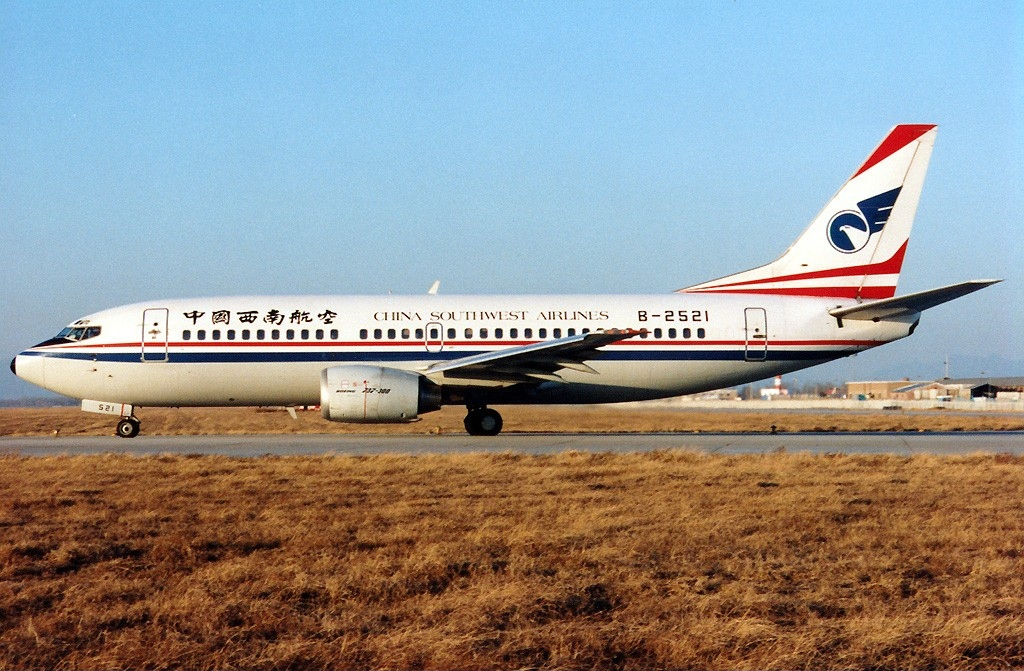
中国西南航空一架波音737-300

截至2002年10月11日，中国西南航空重组前的机队如下

### 退役机种
- 波音707-3J6C
- 伊留申IL-18D[20]
- 波音737-505
- 运7-100
- 图-154M

## 事故
- 1988年1月18日，中國西南航空4146號班機，一架伊爾-18由北京飛往重慶，在降落前發生引擎失火，飛機墜毀，108人遇難。

- 1990年7月14日，中国西南航空一架编号为B-3479的運-7执行成都至武汉的SZ4309航班，一名晚到旅客在飞机发动机已启动时冲入客机坪，遭在场机务、武警拦截均未遂，跑至机头右侧后被桨叶击中头部，最终在送医途中死亡[5]:410。B-3479号机1993年2月原价转让给武汉航空[5]:85，2000年坠毁于武汉。

- 1990年10月2日，10·2空难，南方航空一架波音757-200客機（B-2812），準備由廣州白雲機場起飛前往上海。由於當時白雲機場上空一架廈門航空波音737-300客機（B-2510）遭到劫持，並要求降落，白雲機場因而緊急關閉，即時停止所有航班升降，靜待事件的發展。此時南航當事的B757已上滿乘客並在停機坪處等候機場重開跑道，當被劫持的廈門航空B737降落時，廈門航空的B737於跑道滑行時突然轉入停機坪位置，並即時加速試圖再起飛，惟此時廈門航空的B737右方機翼已撞及等待起飛的南航B757客機油廂，並引發巨大爆炸，南航B757事後斷開兩節，廈門航空B737-300爆炸後解體，同時猛烈撞毀了停泊在停機坪充電的中國西南航空公司的B707客機（B-2402），意外造成南航客機上46人死亡，廈門航空客機82人死亡的特大慘劇。

- 1999年2月24日16時30分許，中國西南航空公司一架由成都飛往溫州的圖-154客機(SZ4509航班)在溫州瑞安市粉碎性解體並墜毀。事故造成61人罹難[21]。